# Emscher
Emscher er en flod i Ruhrområdet i delstaten Nordrhein-Westfalen i Tyskland og en biflod til Rhinen fra højre med en længde på 84 km og en vandføring på 16 m³/s. Den har sit udspring i Holzwickede øst for byen Dortmund og løber så vestover gennem Ruhrområdet. Byer langs Emscher er Dortmund, Castrop-Rauxel, Herne, Gelsenkirchen, Essen, Bottrop, Oberhausen og Dinslaken, hvor den løber ud i Rhinen.
Floden er det geografiske center i dette store industriområde med 5 millioner indbyggere og er af den grund biologisk død, og den var allerede en åben afløbskanal i slutningen af 1800-tallet. På grund af grubedrift er både landskabet og det naturlige flodleje ændret, og dermed har udmundingen  i Rhinen flyttet sig nordover to gange. Et stort moderne kloakbehandlingssystem ved udløbet gør, at vandet fra Emscher alligevel har rimelig kvalitet, når det løber ud i Rhinen. 
Siden begyndelsen af 1990'erne har man arbejdet på et stort projekt for at gennoprette den naturlige tilstand i floden. Kloakaffald  bliver  ført i store underjordiske rørledninger langs hele Emscher. Den første del, som skal tilbage til den naturlige tilstand, er i byen Dortmund. Det totale projekt koster flere milliarder euro og skal være færdig inden år 2014. 